# Фонтанези, Альберто
Альберто Фонтанези (итал. Alberto Fontanesi, 10 марта 1929, Кастель-д’Арио — 1 апреля 2016, Трезигалло) — итальянский футболист, играл на позиции нападающего.
Выступал, в частности, за «Лацио» и «Удинезе», а также национальную сборную Италии.

## Клубная карьера
Во взрослом футболе дебютировал в 1949 году выступлениями за команду «Бонденезе» с Серии С.
Летом 1950 года стал игроком клуба СПАЛ и в первом же сезоне забил 16 голов в 33 матчах и помог команде выиграть Серию B и выйти в элиту итальянского футбола. Там Фонтанези провел за клуб ещё 72 матча и забил 15 голов.
В 1953 году Фонтанези перешёл в столичный «Лацио», но в команде закрепиться не сумел, сыграв за два сезона всего 44 матча в чемпионате.
Летом 1955 года Альберто стал игроком «Удинезе», в этом году клуб был отправлен в Серию В за футбольные мошшеничества. В первом же сезоне Фонтанези помог своей команде вернуться в элитный дивизион. Всего сыграл за команду из Удине пять сезонов своей игровой карьеры. Большинство времени, проведенного в составе «Удинезе», был основным игроком атакующей звена команды.
В течение 1960—1962 годов защищал цвета «Вероны» в Серии Б.
Завершил профессиональную игровую карьеру в клубе «Самбенедеттезе» из Серии Б, за который выступал в течение 1962/63 годов.
Умер 1 апреля 2016 года на 88-м году жизни в городе Трезигалло.

## Выступления за сборную
Дебютировал в официальных матчах в составе национальной сборной Италии на Олимпийских играх 1952 года в Хельсинки, где сыграл в обоих матчах своей команды на турнире. В первом матче против сборной США Фонтанези забил один из голов итальянцев и помог разгромить соперника со счетом 8:0, однако уже во второй игре итальянцы были биты венграми 0:3 и покинули турнир.
26 октября 1952 года провел свой третий и последний матч в составе национальной сборной Италии это была товарищеская игра против сборной Швеции, которая завершилась вничью 1:1.

## Личная жизнь
Имел младшего брата Карло, который также был футболистом и играл за клуб СПАЛ в Серии А.